# Liste der Kulturdenkmäler in Bann (Pfalz)
In der Liste der Kulturdenkmäler in Bann sind alle Kulturdenkmäler der rheinland-pfälzischen Ortsgemeinde Bann aufgeführt. Grundlage ist die Denkmalliste des Landes Rheinland-Pfalz (Stand: 21. Juni 2023).

## Einzeldenkmäler
| Bezeichnung                     | Lage                                            | Baujahr                             | Beschreibung | Bild                           |
| ------------------------------- | ----------------------------------------------- | ----------------------------------- | --- | ------------------------------ |
| Friedhofskreuz                  | Hauptstraße, auf dem Friedhof Lage              | 1776                                | Friedhofskreuz, spätbarock, bezeichnet 1776 | Fotos hochladen                |
| Kriegerdenkmal                  | Hauptstraße, auf dem Friedhof Lage              | 1929                                | Kriegerdenkmal 1914/18, Skulptur eines knienden Soldaten, eingeweiht am 30. Juni 1929, nach dem Zweiten Weltkrieg erweitert                                             | Fotos hochladen                |
| Sickingensches Forsthaus        | Hauptstraße 76 Lage                             | 1761                                | eineinhalbgeschossiger Rokokobau, 1761 | Fotos hochladen                |
| Missionskreuz                   | Hauptstraße, Ecke Am Goldbuckel Lage            | 1768                                | Wegekreuz, Sandstein, 1768 errichtet | Fotos hochladen                |
| Katholische Kirche St. Valentin | Kirchenstraße 5 Lage                            | 1881/82                             | neugotische Basilika, Rotsandsteinquaderbau, 1881/82, Architekt Franz Schöberl, Speyer                                                                                  | Fotos hochladen                |
| Menhir                          | nördlich des Ortes an der L 363 Lage            |                                     | jungsteinzeitlicher Menhir; nachträglich eingeritztes Kreuz | Fotos hochladen                |
| Burg Perlenberg                 | nordöstlich des Ortes auf dem Kleinen Berg Lage | erstes Drittel des 13. Jahrhunderts | stauferzeitliche Ruine; wohl im ersten Drittel des 13. Jahrhunderts begonnen und nicht vollendet, 1542 erwähnt und bereits verfallen; erhalten: Stumpf eines Bergfrieds | weitere Bilder Fotos hochladen |
| Forsthaus Steigerhof            | nordöstlich des Ortes im Wald Lage              | Mitte des 19. Jahrhunderts          | kleine Hofanlage; eingeschossiges klassizistisches Wohnhaus, Mitte des 19. Jahrhunderts                                                                                 | BW                             |
| Katholische Kapelle St. Barbara | südlich des Ortes an der L 363 Lage             | 1900                                | kleiner neuromanischer Sandsteinquaderbau, Einweihung am 14. Oktober 1900                                                                                               | Fotos hochladen                |